# Nigerian Meteorological Agency
Die Nigerian Meteorological Agency (NiMet) ist der staatliche Wetterdienst von Nigeria.

## Geschichte
Der erste meteorologische Dienst in Nigeria fand 1887 in Akassa im heutigen Bundesstaat Bayelsa seinen Anfang. Weitere Standorte folgten 1907 in Ilorin, 1909 in Lokoja, 1911 in Zungeru und 1949 in Kano. Seit dem 29. Dezember 1960 ist Nigeria Mitglied der Weltorganisation für Meteorologie (WMO).
Ein Gesetz zur Gründung der Nigerian Meteorological Agency, der NiMet (Establishment) ACT 2003, wurde am 21. Mai 2003 von der Nationalversammlung erlassen. Dieses trat nach Zustimmung des Präsidenten am 19. Juni 2003 in Kraft. Im Jahr 2022 wurde das Gesetz von 2003 aufgehoben und für eine umfassendere rechtliche Regelung durch ein neues Gesetz ersetzt, das am 31. August 2022 von Präsident Muhamadu Buhari unterzeichnet wurde.

## Organisation
Der Hauptsitz der NiMet liegt in Abuja. Am 12. Dezember 2023 ernannte Präsident Bola Ahmed Tinubu Charkes Anosike als Nachfolger von Mansur Bako Matazu zum neuen Generaldirektor der Behörde.
Liste der Generaldirektoren / CEOs:
- 1947 – 1961: J.K. Clackson
- 1961 – 1963: A.W. Ireland
- 03/1963 – 09/1969: N. A. Akingbehin (erster Nigerianer)
- 09/1969 – 05/1983: M.C. Abayomi
- 03/1984 – 11/1987: Isacc Oti Emore
- 09/1987 – 04/1993: Joseph A. Adejokun
- 07/1993 – 12/1994: Alhaji R.R Rufai
- 09/1995 – 11/2001: Alhaji Salahu Yusuf
- 11/2001 – 05/2007: Lihwu Eugene Akeh
- 05/2007 – 06/2007: Jide Adeniji
- 06/2007 – 01/2017: Anthony Anuforum
- 01/2017 – 03/2021: Sani Abubakar Mashi
- 03/2021 – 12/2023: Mansur Bako Matazu
- 12/2023 – aktuell: Charkes Anosike

## Aufgaben
Zu den Aufgaben der NiMet zählt die Sammlung, Auswertung und Verbreitung von meteorologischen Daten innerhalb und außerhalb Nigerias. Sie erstellt Wettervorhersagen für die Allgemeinheit sowie die Luft- und Seefahrt und Bohrinseln. Zudem koordiniert es Forschungsaktivitäten im Bereich Meteorologie. Als Bundesbehörde hat sie zudem die Aufgabe die Regierung in allen meteorologischen Belangen zu beraten.

## Kooperationen (Auswahl)
Im Januar 2025 unterzeichnete NiMet ein Memorandum of Understanding (Mou) mit dem Telekommunikationsdienstleister Mobile Telephone Networks (MTN) und dem amerikanischen Technologieunternehmen Tomorrow.io, um ein digitales System zu entwickeln, das nigerianischen Landwirten ortsspezifische Wetterwarnungen per SMS übermitteln soll, wovon eine Verbesserung der Ernährungssicherheit im Land erhofft wird. Im Mai 2025 unterzeichnete NiMet zudem ein Mou mit Human and Environmental Development Agenda (HEDA), das ebenfalls auf die Verbesserung von Wetterinformationen für Landwirte in Nigeria abzielt.